# Dila Yıldız
Dila Yıldız (29 luglio 2006) è una nuotatrice artistica turca.

## Biografia
Dila Yıldız esordisce nelle gare internazionali nel 2023, partecipando con la squadra turca ai Giochi europei, riuscendo a vincere la medaglia di bronzo nel programma libero combinato.

## Palmarès
- Giochi europei

Cracovia 2023: bronzo nel programma libero combinato